# Imperi de Samo

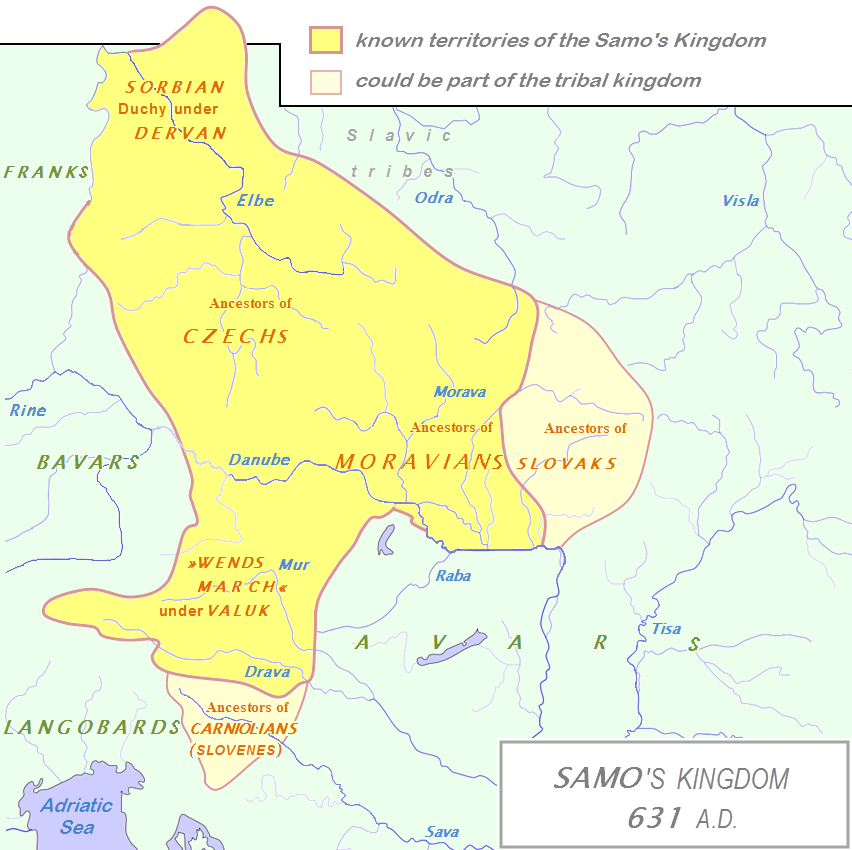
Fronteres dels territoris eslaus sota el govern del rei Samo el 631.

Imperi de Samo és el nom historiogràfic, que es dona a la unió tribal eslava establerta pel rei (Rex) Samo, que va existir entre el 631 i el 658. El centre de la unió és molt probable que fos Moràvia, mentre que la unió incloïa a Silèsia, Bohèmia, Lusàcia i Carantània. El sistema de govern polític s'ha nomenat com el primer estat eslau.

## Territori
D'acord amb Julio Bartl, el centre del sistema de govern hi era «en algun lloc de la zona del sud de Moràvia, Baixa Àustria i Eslovàquia occidental».
En general es creu que la unió tribal inclou les regions de Moràvia, Silèsia, Bohèmia, Lusàcia i Caríntia. D'acord amb JB Bury, «el supòsit que el seu regne va abraçar Carantània, el país dels Alps eslaus, només es recolza sobre la Conversio Bagoariorum et Carantanorum».

### Avaluació de Richard Marsina
Les troballes arqueològiques indiquen que l'imperi es trobava a l'actual Moràvia, Baixa Àustria i Eslovènia. Segons l'historiador eslovac Richard Marsina, és poc probable que el centre de la unió tribal de Samo fos en el territori de l'actual Eslovàquia. Els assentaments posteriors de Gran Moràvia i el Principat de Nitra sovint són idèntics als de l'època de l'imperi de Samo. Atès que no hi ha documentació directa sobre les tribus eslaves, els seus noms, o la seva organització política entre els segles vi i vii, i, a més a més, ja que no hi han registres concrets a partir dels següents 150 anys, no hi ha evidència històrica de qualsevol connexió entre el regne de Samo i l'etnogènesi dels eslovacs.

## Preludi
En correspondència amb la Crònica de Fredegar, Samo, un comerciant dels francs, es va unir als eslaus (c.623-624). La datació ha estat qüestionada sobre la base que els wends s'haurien rebel·lat després de la derrota dels àvars al primer setge de Constantinoble del 626. Els àvars van arribar per primera vegada a la Conca pannònica i van sotmetre els eslaus locals en la dècada del 560. Samo va poder haver estat un dels comerciants que subministren armes als eslaus per a les seves revoltes regulars. Ja sigui perquè es va convertir en rei durant una revolta de 623 al 624 o la que inevitablement va seguir la derrota àvar l'any 626, sens dubte es va aprofitar de aquesta darrera per solidificar la seva posició. Una sèrie de victòries sobre els àvars va demostrar la seva utilitat per als seus súbdits i va assegurar la seva elecció com «Rex» (rei). Samo es va passar a assegurar el seu tron pel matrimoni amb les principals famílies wends, va realitzar noces almenys amb dotze dones i va ser pare de vint-i-dos fills i quinze filles.
Entre el 630 i el 631, Valuk, el «duc dels wends» va ser esmentat com a Wallucus Dux Winedorum. Aquests wends es refereix als eslaus de la Marca Víndica, que segons alguns historiadors va ser la posterior a la Marca de Caríntia, (a Eslovènia). Valuk probablement havia abandonat l'Imperi Franc i es va unir a Samo.

## Història
L'esdeveniment més famós de la carrera de Samo va ser la seva victòria sobre l'exèrcit reial franc sota Dagobert I al 631 o el 632. Provocat a l'acció d'una «violenta baralla al regne de Pannònia dels àvars o huns», Dagobert va portar tres exèrcits contra els wends, el més gran, el seu propi exèrcit austrasià. Els francs van ser derrotats a la batalla de Wogastisburg, la majoria dels exèrcits assetjadors van ser sacrificats, mentre que la resta de les tropes van fugir, abandonant les armes i d'altres equips. Després de la victòria dels wends, Samo va envair la Turíngia franca diverses vegades i va emprendre incursions de saqueig allà. Dervan, el duc dels sòrabs (Dux gent Surbiorum Que ex generi Sclavinorum), inicialment subordinat als francs, es va unir a la tribal eslava després que Samo va derrotar a Dagobert I. Els sòrabs  vivien a l'Alta Lusàcia a l'est de Saale. Dervan va participar en les guerres posteriors contra els francs, lluitant amb èxit contra els turingis (631-34), fins que finalment va ser derrotat per Radulf de Turíngia l'any 636. A la mort de Samo, tanmateix, el seu títol no va ser heretat pels seus fills.
Gran Moràvia és vista com una continuació de o l'estat successor de l'Imperi de Samo.